# Stora Nätaren
Stora Nätaren är en sjö i Jönköpings kommun i Småland och ingår i Motala ströms huvudavrinningsområde. Sjön är 16,7 meter djup, har en yta på 7,47 kvadratkilometer och befinner sig 251 meter över havet.

## Delavrinningsområde
Stora Nätaren ingår i det delavrinningsområde (641145-142701) som SMHI kallar för Utloppet av Stora Nätaren. Medelhöjden är 272 meter över havet och ytan är 48,11 kvadratkilometer. Räknas de 20 delavrinningsområdena uppströms in blir den ackumulerade arean 269,66 kvadratkilometer. Delavrinningsområdets utflöde Motala Ström mynnar i havet. Delavrinningsområdet består mestadels av skog (61 %) och jordbruk (11 %). Avrinningsområdet har 7,47 kvadratkilometer vattenytor vilket ger avrinningsområdet en sjöprocent på 15,5 %.